# 162 (число)
162 (Сто шістдеся́т два) — натуральне число між 161 та 163.

## У математиці
- 162 — парне складене тризначне число.
- Сума цифр числі 162 — 9
- Добуток цифр цього числа — 12
- Квадрат числа 162 — 26 244

## В інших галузях
- 162 рік.
- 162 до н. е.
- NGC 162 — зірка в сузір'ї Андромеда.
- 162-й укріплений район.
- 162-й меридіан східної довготи.
- 162-та стрілецька дивізія — військове з'єднання СРСР у Другу світовій війні.
- 162-та стрілецька дивізія (3-го формування) — військове з'єднання СРСР у Другій світовій війні.
- 162-га дивізія.
- 162-га піхотна дивізія (Німеччина).
- 162-га тюркська піхотна дивізія (Третій Рейх).